# Bársonykotinga
A bársonykotinga (Phoenicircus nigricollis) a madarak osztályának verébalakúak (Passeriformes) rendjébe és a kotingafélék (Cotingidae) családjába tartozó faj.

## Rendszerezése
A fajt William John Swainson francia ornitológus írta le 1832-ben.

## Előfordulása
Az Amazonas-medence nyugati részén, Brazília, Kolumbia, Ecuador, Peru és Venezuela területén honos. A természetes élőhelye a szubtrópusi vagy trópusi síkvidéki esőerdők. Állandó, nem vonuló faj.

## Megjelenése
Testhossza 22-24 centiméter, testtömege 93 gramm. Tollazata vörös és fekete, a hímnek élénkebb a színe.

## Életmódja
Rovarokkal és gyümölcsökkel táplálkozik.

## Természetvédelmi helyzete
Elterjedési területe rendkívül nagy, az egyedszáma viszont csökkenő. A Természetvédelmi Világszövetség Vörös listáján nem veszélyeztetett fajként szerepel.

## Külső hivatkozás
- Képek az interneten a fajról
- Xeno-canto.org - a faj hangja és elterjedési területe